# Шведско-эстонские отношения
Шведско-эстонские отношения — двусторонние отношения между Швецией и Эстонией. Дипломатические отношения между странами были установлены 27 августа 1991 года, после обретения независимости Эстонией. У Эстонии есть посольство в Стокгольме, а Швеция имеет посольство в Таллине.

## Сравнительная характеристика
|                     | Швеция                                             | Эстония                                               |
| ------------------- | -------------------------------------------------- | ----------------------------------------------------- |
| Население           | 10 514 692                                         | 1 365 884                                             |
| Территория          | 447 435 км²                                        | 43 467,18 км²                                         |
| Плотность населения | 21.5 чел./км²                                      | 28 чел./км²                                           |
| Столица             | Стокгольм                                          | Таллин                                                |
| Крупнейший город    | Стокгольм                                          | Таллин                                                |
| Правительство       | парламентская демократия                           | парламентская республика                              |
| Язык                | шведский                                           | эстонский                                             |
| Основная религия    | христианство                                       | христианство                                          |
| ВВП                 | 467 млрд долларов США (47,319 $ на душу населения) | 39,431 млрд долларов США (30,038 $ на душу населения) |
| ИЧР                 | 0,947                                              | 0,890                                                 |

## История
С 1561 по 1721 год территория Эстонии была полностью или частично под властью Швеции.  15 августа 2011 года на церемонии в Стокгольме премьер-министр Швеции Йон Фредрик Райнфельдт сделал заявление, что в 1944 году Швеция стала одной из первых стран признавшей советскую оккупацию стран Балтии. В 1945 году Стокгольм экстрадировал в СССР около 170 солдат ваффен-СС из стран Балтии, бежавших от Красной армии и нашедших убежище в Швеции. Также, Йон Фредрик Райнфельдт официально извинился перед премьер-министрами Эстонии, Латвии и Литвы за то, что Швеция закрывала глаза на факт советской оккупации стран Балтии после окончания Второй мировой войны.